# Tahjere McCall
Tahjere McCall (Filadelfia, Pensilvania, 17 de agosto de 1994) es un baloncestista estadounidense que pertenece a la plantilla del Hapoel Holon de la Ligat ha'Al de Israel. Con 1,93 metros de estatura, juega en la posición de base. 

## Trayectoria deportiva

### Universidad
Jugó dos temporadas con los Purple Eagles de la Universidad de Niágara, en las que promedió 5,6 puntos, 3,2 rebotes y 2,3 asistencias por partido. En 2014 fue transferido a los Tigers de la Universidad Estatal de Tennessee, donde tuvo que pasar un año sin jugar debido a la normativa de la NCAA, tras el cual disputó dos temporadas más, en las que promedió 14,5 puntos, 5,1 rebotes, 4,6 asistencias y 2,6 robos de balón por partido, liderando la conferencia en este apartado en los dos años. Fue elegido mejor debutante de la Ohio Valley Conference en 2016 y mejor jugador defensivo en ambas temporadas, siendo además incluido en el mejor quinteto de la conferencia.

### Profesional

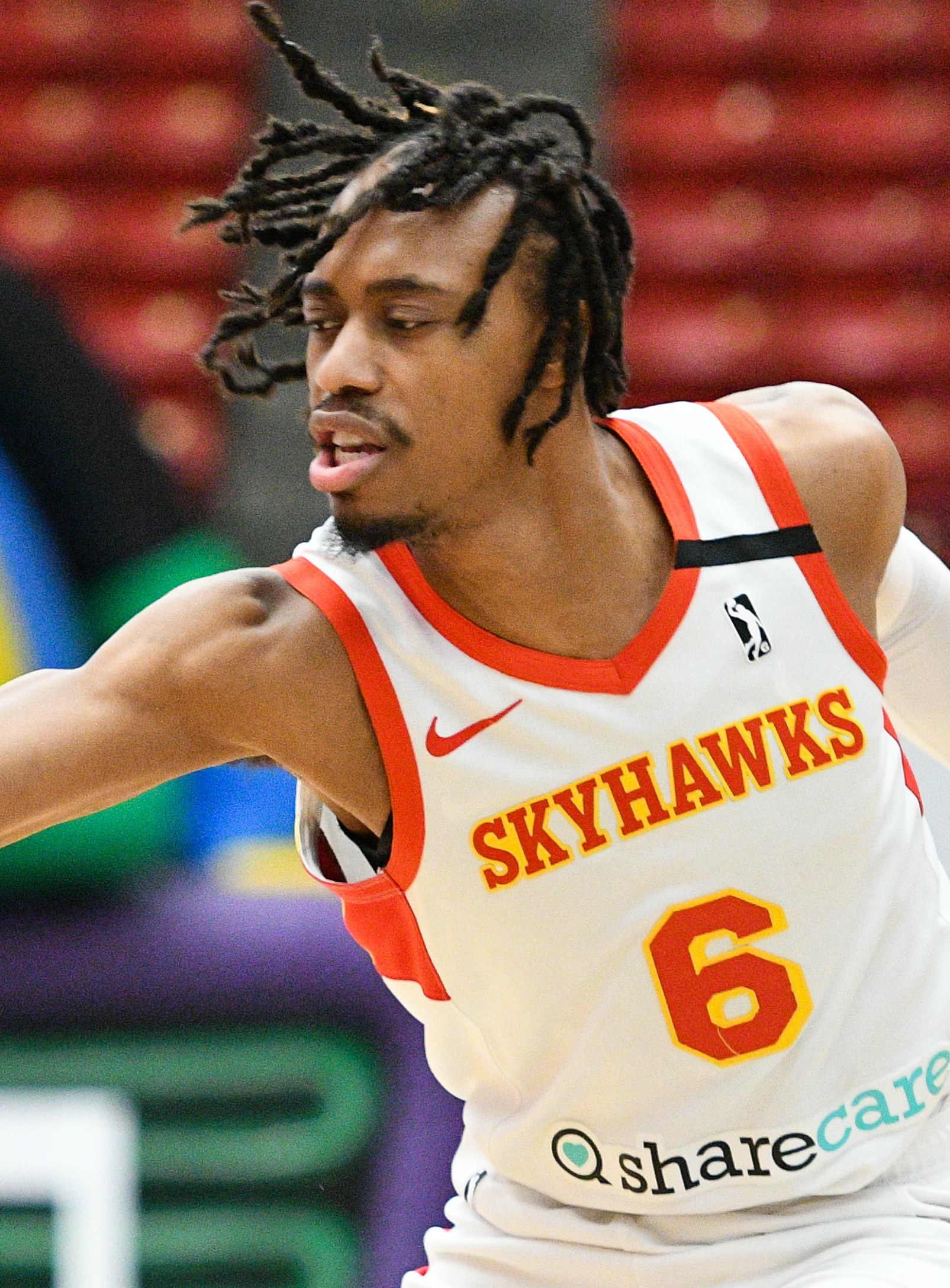
McCall con Skyhawks en 2020.

Tras no ser elegido en el Draft de la NBA de 2017, firmó contrato para disputar la pretemporada con los Brooklyn Nets, pero fue cortado al día siguiente, siendo asignado a su filial en la G League, los Long Island Nets, donde en su primera temporada, jugando casi toda como titular, acabó promediando 9,1 puntos, 4,5 rebotes y 2,8 asistencias por partido.
El 22 de octubre de 2018 fue renovado por una temporada más.
El 26 de febrero de 2019, firmó un contrato de 10 días con Brooklyn Nets. Debutando en la NBA al día siguiente, y volviendo al filial de la G League, los Long Island Nets, al término de su contrato de 10 días.
El 20 de septiembre de 2019, McCall firma un contrato de 10 días con Atlanta Hawks. Pero el 18 de octubre de 2019, fue cortado y añadido a la plantilla del filial, los College Park Skyhawks.
El 11 de enero de 2021, fue elegido por los Lakeland Magic en el puesto N.º 5 del draft de la NBA G League.
El 27 de marzo de 2021, llega a Francia para jugar en las filas del Orléans Loiret Basket de la Pro A, la primera categoría del baloncesto francés, para sustituir al lesionado LaMonte Ulmer.
El 10 de agosto de 2021, firma por Cairns Taipans de la National Basketball League (Australia).
En mayo de 2022, firma por los Otago Nuggets de la Liga de Baloncesto de Nueva Zelanda. Sin embargo dejó el equipo a principios de julio, para unirse a los Orlando Magic y disputar la NBA Summer League. Culminada la experiencia, regresó a los Taipans para una nueva temporada de la NBL, pues había renovado su vínculo con el equipo por dos años más.

## Estadísticas de su carrera en la NBA

### Temporada regular
| Año     | Equipo   | PJ | PT | MPP | %TC  | %3P  | %TL  | RPP | APP | ROB | TPP | PPP |
| ------- | -------- | -- | -- | --- | ---- | ---- | ---- | --- | --- | --- | --- | --- |
| 2018-19 | Brooklyn | 1  | 0  | 8.0 | .667 | .000 | .000 | 1.0 | 0.0 | 0.0 | 0.0 | 4.0 |
| Total   | Total    | 1  | 0  | 8.0 | .667 | .000 | .000 | 1.0 | 0.0 | 0.0 | 0.0 | 4.0 |